# 초선택 규칙
양자역학에서 초선택 규칙(超選擇規則, 영어: superselection rule 슈퍼셀렉션 룰[*])은 특정한 꼴의 중첩 상태의 존재를 막는 규칙으로 선택규칙의 확장이다.

## 정의
양자역학에서 상태 공간인 힐베르트 공간 {\displaystyle {\mathcal {H}}}를 생각하자. 여기서, 두 상태 {\displaystyle |\phi \rangle ,|\psi \rangle \in {\mathcal {H}}}가 다음 조건을 만족한다고 하자. 모든 관측가능량 {\displaystyle O}에 대하여,
{\displaystyle \langle \phi |O|\psi \rangle =0}.
이와 같은 경우, {\displaystyle |\phi \rangle }와 {\displaystyle |\psi \rangle } 사이에 초선택 규칙이 존재한다고 한다.
두 상태 사이에 초선택 규칙이 존재할 경우, 한 상태에서 다른 상태로 절대 전이할 수 없다. 해밀토니언 {\displaystyle H}는 항상 관측가능량이므로, {\displaystyle \langle \phi |H|\psi \rangle =0}이기 때문에 시간 진행에 따라서 {\displaystyle |\psi \rangle }는 {\displaystyle |\phi \rangle }와 섞일 수 없다. 또한, 관측가능량을 측정하여 파동 함수 붕괴를 일으킬 경우에도 {\displaystyle |\psi \rangle }는 {\displaystyle |\phi \rangle }와 절대 섞일 수 없다. 따라서, {\displaystyle |\psi \rangle }와 {\displaystyle |\phi \rangle }의 중첩은 무의미하다. 다시 말하면, 초선택 규칙이 존재하는 두 상태들의 중첩은 두 상태들을 포함하는 통계역학적 앙상블(밀도 행렬)과 실험적으로 구별할 수 없고, 양자 얽힘 따위의 효과를 관찰할 수 없다.
서로 간에 초선택 규칙이 존재하지 않는 상태들이 이루는 부분공간을 초선택 구역(superselection sector)이라고 한다. 상태 공간 {\displaystyle {\mathcal {H}}}는 초선택 구역 부분공간들의 직합으로 나타낼 수 있다. 즉, 초선택 구역들을 {\displaystyle {\mathcal {H}}_{i}}라고 쓰면,
{\displaystyle {\mathcal {H}}=\bigoplus _{i}{\mathcal {H}}_{i}}
의 꼴이다.

## 예
- 자발적으로 깨지지 않는 전반적 대칭(global symmetry)이 존재할 경우, 이에 대응하는 보존되는 전하가 존재한다. 이 때, 서로 다른 전하를 가진 상태들 사이에는 초선택 규칙이 존재한다.
  - 다만, 자발 대칭 깨짐이 일어나는 경우에는 이에 따른 초선택 규칙이 없다. 예를 들어, 초전도체 속에서는 양자전기역학의 게이지 대칭이 자발적으로 깨지므로 (BCS 이론), 서로 다른 총 전하를 가진 상태에도 초선택 규칙이 존재하지 않는다. 이는 초전도성에 인하여, 다량의 전하가 "쉽게" 생길 수 있기 때문이다.
- 페르미온을 포함하는 이론의 경우, 총 스핀이 정수인 상태와 총 스핀이 반정수인 상태 사이에는 초선택 규칙이 존재한다.[1]
- 이론에 위상수학적 불변량이 존재하는 경우, 이에 따른 위상수학적 구역(topological sector)들 사이에는 초선택 규칙이 존재한다.
  - 간단한 예로, 둘레가 {\displaystyle L=2\pi r}인 원 위에 입자가 존재하고, 원 속에 자기 선속이 존재한다고 하자.[2]:3–12 이 경우, 입자의 파동 함수에 {\displaystyle \psi (x+L)=\exp(i\theta )\psi (x)}와 같은 경계 조건을 부여할 수 있다. 이 경우 서로 다른 {\displaystyle \theta }값의 경계 조건을 만족하는 상태들 사이에 초선택 규칙이 존재한다. 이는 아로노프-봄 효과에 해당한다.
  - 양자 색역학과 같이, 진공각(영어: vacuum angle)이 존재하는 경우, 서로 다른 진공각을 갖는 상태들 사이에 초선택 규칙이 존재한다.
- 이론이 상전이를 겪는 경우, 대칭이 깨진 상에서 보통 초선택 규칙이 존재한다.
  - 예를 들어, 2차원 이상에서의 이징 모형의 경우 낮은 온도에서는 평균 스핀이 양수인 상태들과 평균 스핀이 음수인 상태들 사이에 초선택 규칙이 존재한다. 물론, 상전이 온도보다 더 높은 온도에서는 이러한 초선택 규칙이 존재하지 않는다.

## 역사
초선택 규칙의 개념은 잔카를로 위크(이탈리아어: Gian-Carlo Wick)와 아서 와이트먼, 유진 위그너가 1952년에 도입하였다.:3–13 위크와 와이트먼, 위그너는 총 스핀이 정수인 상태들과 총 스핀이 반정수인 상태들 사이에 초선택 규칙이 있다는 사실을 증명하였고, 또 서로 다른 총 전하량을 가진 상태들 사이에도 초선택 규칙이 있다고 제안하였다.